# Da Scaramouche or se vuoi l'assoluzione baciar devi sto... cordone!
Da Scaramouche or se vuoi l'assoluzione baciar devi sto... cordone! è un film avventura del 1973 diretto da Gianfranco Baldanello.

## Trama
Scaramouche, attore della commedia dell'arte e soprattutto uno spadaccino abile, viene incaricato dalla sua amante Margherita, confidente alla corte della granduchessa, di recarsi alla corte degli Estensi per rubare un cofanetto contenente una lettera preziosa che può compromettere la granduchessa. Scaramouche si unisce a due suoi compagni d'arte, Quattropalle e Cagastraccio, e si mette in viaggio con il loro carrozzone. Dopo una serie di duelli, riesce a mettersi in contatto con la baronessa Bianca e, mentre si trova a letto con lei, Quattropalle si impossessa del cofanetto. Ritornato da Margherita, Scaramouche intuisce che la ragazza è al soldo del cardinale Miro per ricattare la granduchessa: decide allora di consegnare di propria mano la lettera, finendo tra le braccia di un'altra donna, la granduchessa, che per compenso alla sua missione gli offre, oltre che il suo corpo, una grande quantità d'oro.

## Distribuzione
Il film, girato contemporaneamente a Li chiamavano i tre moschettieri... invece erano quattro prodotto da Giuliano Simonetti per la stessa Puma Film, è forse l'unico esempio di cappa e spada erotico nella storia del cinema italiano ed ebbe diverse vicissitudini censorie: presentato alla Commissione di revisione cinematografica, presieduta da Renzo Speranza, il 7 marzo 1973, ottenne il visto censura n. 62.056 del 20 marzo 1973, con la condizione di eliminare le seguenti scene:
- la scena in cui una donna cerca il sapone lavando in una tinozza il protagonista e lo tocca tra le gambe;
- le due scene in cui il protagonista incomincia a unirsi con due donne;
- alleggerire tutte le altre scene di accoppiamenti carnali.

Il 23 marzo 1973 la Commissione decreta il divieto ai minori di 18 anni per le numerose scene di nudo e i ripetuti accoppiamenti. La lunghezza della pellicola è fissata a 2.365 metri.
Ebbe però una distribuzione alquanto irregolare (a Milano uscì nel febbraio 1974) e in seguito sparì dalla circolazione. Rimasto introvabile per decenni, una copia in ottimo stato di conservazione venne ritrovata nei magazzini di una casa distributrice e proiettato in prima assoluta televisiva su Rete 4 il 10 maggio 2019, replicato in seguito anche su Cine34. L'aiuto regista è Ennio Marzocchini. Esiste il manifesto originale del film.

## Critica
«(...) Girato con il più totale spreco di mancanza di fantasia, il filmino illustra le gesta di alcuni giovani ribaldi, vaganti per amor d'avventura e di sottane. Come dire una sorta di erotismo di cappa e spada» M. P., Il Giorno, 17 febbraio 1974.